# Мартін Іден
«Мартін Іден» (англ. Martin Eden) — роман Джека Лондона. Автобіографічний твір, який називають ключовим романом, був опублікований у США в 1908 році як препринт, а роком пізніше — як книжкове видання.

## Сюжет

### Розділи з 1 по 13
Сюжет роману — який складається з 46 розділів — розгортається в районі затоки Сан-Франциско і зосереджується на цих двох головних героях:
- Мартін Іден, моряк, 20 років, з робітничого класу.
- Рут Морз, студентка факультету англійської літератури, 23 роки, з буржуазії.

Роман починається з вечері в родинному будинку Морзів, куди Артур, брат Рут, запросив Мартіна. Це була вдячність за його спонтанну допомогу під час нападу п'яних хуліганів на поромі. Перед вечерею Мартін вперше бачить Рут, і його одразу вражає її піднесена краса: він закохується в Рут. У своїй першій розмові вони також говорять про поетів Свінберна та Лонгфелло. Дівчина залишається враженою від Мартіна, кажучи про його дужість м'язів, яку вона ніколи й ніде не бачила, та на прощання дарує гостю по книжці віршів Свінберна та Браунінга.
Тепер Мартін Іден хоче вдосконалити свою освіту шляхом інтенсивного самонавчання. З цією метою він стає постійним користувачем Вільної бібліотеки Окленда, а також Вільної бібліотеки Берклі. У кімнаті для прислуги, яку він займає в будинку свого зятя Бернарда Хіггінботема, він проводить дні й ночі за читанням книг, які бере напрокат. Прочитавши також саги про богів і героїв Томаса Булфінча, Мартін організовує зустріч з Рут у неї вдома.
Під час другої зустрічі Мартін розповідає про своє нагальне бажання значно покращити свою загальну освіту. Він просить Рут дати йому пораду, і вона відповідає: Ти сам розумієш, що тобі потрібна освіта. Тобі потрібно повернутися до гімназії, а коли закінчиш її, до середньої школи та університету. На заперечення Мартіна про брак коштів розгортається дискусія про його мовне самовираження, особливо про його погану граматику.
Наступні візити — їх було близько півдесятка — відзначені допомогою Рут у навчанні. Але вона також декламує вірші, як от «Принцеса» (англ. Princess) англійського поета Альфреда Лорда Теннісона і грає увертюру до «Тангейзера» Вагнера. Через брак досвіду вона не може побачити ситуацію наскрізь: Рут і гадки не має, що закоханий моряк поступово породжує і її кохання. Або, іншими словами, через те, що вона досі не мала жодної любовної історії, їй бракувало здатності оцінити власні почуття.
Оскільки у Мартіна закінчилися гроші, він записався матросом на щоглу корабля шукачів скарбів. Він повернувся з цієї подорожі через вісім місяців з твердим рішенням, що в майбутньому хоче заробляти на життя як письменник. Він писатиме — все: поезію і прозу, оповідання, есе і п'єси, як Шекспір. Це був … спосіб завоювати Рут.
Маючи високий ступінь дисципліни, Мартін втілює своє рішення в життя. Він надсилає рукопис оповідання редактору «San Francisco Examiner». Потім він пише пригодницьку повість для дітей, яку адресує дитячому журналу «The Youth's Companion». Потім він починає писати статтю про мисливців за перлами. У цей же період подружжя Морзе після спільної вечері визначає роль Мартіна. Йому доручають пробудити в Рут інтерес до світу чоловіків загалом.
Дорогою до бібліотеки Мартін мимохідь чує від учасників дискусійної групи в Міському парку кілька цитат англійського філософа Герберта Спенсера, які спонукають його взяти й прочитати його працю «Перші принципи» (англ. First Principles). Інтенсивне, захоплене вивчення твору навіть змушує Мартіна забути про зустріч з Рут. Але під час наступної зустрічі — у присутності її братів Артура і Нормана та однокурсника Вілла Олні — Мартін спостерігає дивовижну байдужість до Спенсера. Олні навіть повторює вислів, який Мартін вже знає з дискусійної групи: немає Бога, окрім непізнаваного, і Герберт Спенсер — його пророк.

### Розділи з 14 по 22

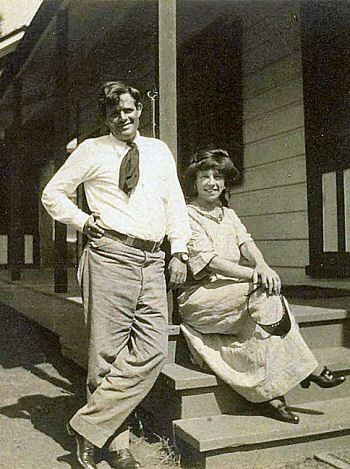
Джек Лондон зі своєю другою дружиною Шарміан у 1911 році

Мартін відправив сорок рукописів до редакторів, але поки що він не може довести, що його рукопис був прийнятий до друку. Лише тепер він вирішує представити Рут вибрані тексти. Під час літньої прогулянки він читає Рут три оповідання. Її критика негативна, вона називає його письмо аматорським і неосвіченим. З усім тим, вона хоче прочитати всі тексти, які він написав або ще напише.
Повернуті рукописи накопичуються в кімнаті Мартіна, і тепер автору бракує грошей, щоб купити марки для подальших розсилок. Тож він іде до агентства з працевлаштування, де влаштовується на роботу в пральню готелю «Гарячі джерела Шеллі» (англ. Shelly Hot Spring). Готель розташований за 70 миль від Сан-Франциско. У пральні Мартін — разом із Джо Доусоном — працює до вечора щодня. Його неодноразові спроби почитати після роботи книгу філософа Джона Фіске не увінчалися успіхом. Під час пиятики в сільському пабі він усвідомлює свою абсолютно безнадійну ситуацію, через три місяці Мартін звільняється з роботи в пральні й повертається до своєї кімнати в Окленді.
У той самий час родина Морзів повертається з літньої відпустки на озері Тахо. Рут, яка тим часом склала іспити й, таким чином, закінчила навчання зі ступенем бакалавра мистецтв, і Мартін тієї осені бачаться дуже часто: їхня близькість зростає. Мати Рут із занепокоєнням спостерігає за цим розвитком подій, про що між ними відбувається довірлива розмова. І мати виголошує застереження: Думаю, я повинна сказати своїй маленькій дівчинці, щоб вона була обережною. З амбівалентними почуттями мати сприймає перетворення доньки з дівчинки на жінку, а Мартін перебирає на себе функціональну роль, заповідану подружжям Морз.
Мартін і Рут часто виїжджають на недільні прогулянки в околиці Сан-Франциско, наприклад, до парку Шеллмаунд. Осіннього дня, коли вони можуть дивитися на гору Тамалпайс, вони вперше говорять про своє кохання.
Вдома між Рут та її матір'ю одразу ж починається розмова про те, що сталося в цей день. Рут зізнається у своєму коханні й каже: «Я думала, ти знаєш. Ми з Мартіном заручені». Мати відповідає на це зізнання категоричною відмовою і — з іншими аргументами — прямо посилається на статус Мартіна як безгрошового шукача пригод, моряка, шахрая і контрабандиста, який тепер безвідповідально витрачає свій час на письменницьку діяльність. Після цієї розмови батьки вирішують відмовитися від публічного оголошення про заручини й почекати, поки вони самі розпадуться.

### Розділи з 23 по 28
Мартін винайняв кімнату в Північному Окленді, де він продовжує писати. Він і далі прагне розсилати свої рукописи. Відсутність фінансового успіху його зусиль дедалі більше занурює його в екзистенційну скруту. Він навіть віддає до ломбарду свої особисті речі: пальто, годинник, велосипед і костюм. Коли Рут чує про це, вона вважає такий спосіб збору грошей обнадійливим знаком його можливого навернення, його відходу від письменництва.
У відчайдушному становищі Мартін складає іспит на роботу в поштовому відділенні (залізнична пошта) як найкращий претендент. У цей момент приходить лист від журналу «Transcontinental Monthly» з пропозицією надрукувати оповідання жахів «Дзвін дзвонів» — але за такий низький гонорар, що Мартін гнівно реагує на те, що саме по собі є позитивною новиною. Втіхою стає те, що журнал «White Mouse» прийняв оповідання жахів «Вир» за відносно непоганий гонорар.
Через відсутність відвідувань Рут спонтанно вирішує відвідати свого Мартіна. Вона приїжджає в сімейному екіпажі. Вперше в житті вона бачить умови бідності, раніше невідомі їй. Короткий візит Рут закінчує вигуками: «Я люблю, люблю, люблю тебе!».
Подружжя продовжує свою стратегію пом'якшення заручин доньки, влаштовуючи зустрічі з молодими людьми. Але Мартін майстерно знайомиться з гостями і розмовляє з ними з дивовижною спритністю — і Рут не могла б побажати кращої поведінки від свого нареченого. Він веде довгу розмову з професором Колдуеллом, яка також стосується теорії еволюції. У цьому контексті Колдуелл згадує свого колишнього колегу по університету Берклі, геолога Джозефа Леконта.
Вечір з родиною Морзів залишає у Мартіна суперечливе відчуття: з одного боку, він розчарований у своїй меті сходження, а з іншого — це легке сходження його підбадьорює. Однак складний шлях до заробітку достатньої кількості грошей від письменницької діяльності продовжує залишатися обтяжливим. Гонорари, що виплачуються, або малі, або їх не вдається отримати. Візити до ломбарду знову стають частішими.

### Розділи з 29 по 33
Подружжя Морзе продовжує свою кампанію соціалізації — Мартін з'являється лише зрідка. На вечері, яку він відвідує, він каже батькові Рут: «Вони ненавидять і бояться соціалістів. Але чому? Ти їх не знаєш, як і їхнього вчення?» У суперечливій розмові містер Морз виявляє себе як республіканець.
Минув рік відтоді, як Мартін і Рут освідчилися одне одному в коханні. Осіннього дня вони знову сидять на своєму улюбленому місці, де Мартін читає «Любовний цикл». Замість докладного коментаря Рут скаржиться, що весілля ніяк не наближається, і що її нареченому слід нарешті знайти роботу, яка б приносила реальний дохід. У своїх міркуваннях про творчий процес Мартін посилається на філософію Отто Вайнінгера. Але Рут залишається прагматичною і каже, що Мартін міг би почати працювати в юридичній фірмі її батька і отримувати хорошу зарплату. Наостанок він хоче дізнатися у своєї нареченої, чи вірить вона в те, що він пише. Вона відповідає Я не думаю, що ти створений для письменництва. І вона думає про неможливе, чого він намагається досягти.
Дорогою додому з вечері Мартін випадково зустрічає епатажного Расса Бріссендена, якого він уже бачив там як гостя. Вони спонтанно проводять решту вечора в пабі «Грот», де жваво обмінюються ідеями. Мартін у захваті від живого інтелекту та кипучих знань свого співрозмовника, який навчався в католицькому коледжі.
Наступного дня Бріссенден відвідує свого нового друга, де одразу ж читає йому свій рукопис «Зоряна година». Йдучи, він забирає з собою вірші «Liebes-Lyrik» та «Фея і перлина». Наступного дня поет Бріссенден відгукується про вірші Мартіна дуже позитивно, майже в ейфорії. Після цього друзі бачаться майже щодня.

### Розділи з 34 по 37
У листопаді, за день до Дня Подяки, Рут вдруге відвідує свого нареченого, щоб попросити його бути присутнім на вечері. Оскільки він віддав свій костюм у ломбард, він не може з'явитися в якості гостя. Крім того, Мартін зайнятий написанням оповідання про Гаваї під назвою «Вікі-Вікі», що не може подобатися Рут.
Раптом Бріссенден знову з'являється у Мартіна. Він приносить віскі та свою останню поему «Ефемерність». Вірш має майже сімсот рядків, і після його прочитання Мартін каже: «Нічого подібного в літературі ще не було. Це чудово!» Друзі обговорюють шанси на публікацію, на що Бріссенден лише відповідає: «У всьому християнстві немає жодного журналу, який би наважився надрукувати щось подібне». Після цього він повертає Мартіну його рукопис «Сором сонця» з найкращими коментарями.
Одного січневого вечора Бріссенден знайомить свого друга Мартіна з групою соціалістів у будинку в Сан-Франциско. До цієї групи входять, наприклад, ці люди:
- Нортон, філософський анархіст
- Гамільтон, послідовник матеріалістичного монізму
- Крейс, колишній університетський професор і послідовник філософії Ернста Геккеля
- Стівенс, теософ
- Паррі, статистик і спортивний експерт

Розмова в групі починається досить безсистемно, але незабаром Мартін помічає дуже широкий спектр тем: Від нової книги про Шоу консервативної англійської письменниці місіс Хамфрі Ворд до Генрі Джеймса та американського театрознавця Брандера Метьюза (1852—1929), виборів у Німеччині та промови Августа Бебеля. Для Мартіна інтенсивна, навіть суперечлива розмова, що відбувається в робітничому гетто на південь від Маркет-стріт, стає одкровенням.
Після того, як Мартін надсилає рукопис «Ганьба сонця» до журналу «Акрополь», він починає оповідання Семманна під назвою «Прострочення». Будучи гостем сім'ї Морз, він викликає фурор за вечерею, гнівно лаючи суддю Блаунта під час дискусії про філософа Герберта Спенсера. Батько Рут вважає, що гаряча суперечка показала грубість цього неприємного хлопця. Коли вони прощаються, Мартін каже Рут: «Я більше не буду турбувати твою сім'ю, моя люба. Вони мене не люблять, і з мого боку неправильно нав'язувати їм свою тривожну присутність».

### Розділи з 38 по 46
Одного недільного вечора в Окленді Бріссенден і Мартін йдуть на відкриті збори Соціалістичної партії Америки. Там Мартін бере слово і палко виступає проти рабовласницького суспільства. Молодий репортер, який випадково був присутній, перетворює цей виступ на статтю про Мартіна як радикального лідера соціалістів в Окленді.
Стаття — Мартін називає її небилицею — з'являється в понеділок вранці. А згодом репортер має нахабство розшукати Мартіна для інтерв'ю. Через вкрай негативне ставлення Мартіна репортер наступного дня публікує статтю, в якій зображує Мартіна анархістом, агітатором і нікчемою. Обидві статті одразу ж мають фатальний ефект: Рут розриває стосунки з письменником! Через кілька тижнів Мартін і Рут зустрічаються на вулиці. Рут закінчує коротку розмову словами: «Ти зробив мене дуже нещасною, і я більше ніколи не хочу тебе бачити».
Поки Мартін у повному усамітненні працює над текстом для «Простроченого», він отримує поштою звістку від журналу «Парфенон», що редакція надрукує поему Бріссендена «Ефемериди» за великий гонорар. Коли Мартін вирушає повідомити другу радісну новину, він тільки тепер дізнається, що Бріссенден наклав на себе руки кілька днів тому.
Після завершення роботи над «Простроченим» і отримання кількох гонорарів за публікації Мартін розсилає кілька рукописів різним редакторам в рамках одноразової акції. Потім Мартін бере тривалу перерву, щоб відновити сили.
Мартін абсолютно здивований тим, що після закінчення літніх канікул його тексти несподівано купують за хороші гонорари: Його гавайське оповідання «Вікі-Вікі» бере Warren's Monthly, есе «Колиска краси» хоче опублікувати Northern Review, а вірш «Читач на долоні» має з'явитися в Mackintosh's Magazine. Автор, однак, не має пояснення цієї зміни після дворічного виснажливого очікування.
Також виходить його перша книжка: видавництво Singletree, Darnley & Co. обережно підрахувало, що «Сором сонця» вийде накладом у півтори тисячі примірників. З цією книжкою нарешті починається успіх Мартіна Ідена, адже за короткий час видавництву вдається продати сорок тисяч примірників і розмістити замовлення ще на двадцять тисяч. Видавець пише автору: «Це чудова подія. Критичне філософське есе, яке продається як роман. Ви не могли обрати кращої теми…». І видавництво надсилає контракт з вільним вибором назви і великим авансом. Мартін Іден вписує назву «Дим радості» і підписує свій перший контракт з видавництвом.
Його популярність ще більше зростає з появою книги «Прострочена» у видавництві «Meredith-Lowell Company». За короткий час морська історія також очолює список бестселерів. Тепер Мартін Іден відчуває одночасно славу успішного письменника і вільно розпоряджається високими авторськими відрахуваннями. Автор тепер може ставити умови, наприклад, про друк загалом дев'яти есеїв у двох журналах. Але він наполегливо відмовляється писати нові тексти.
Це пояснюється тим, що Мартін принципово розсилає лише ті рукописи, які вже давно написані. Він розробив термін Geleistete Arbeit («Виконана робота») для цієї роботи. У минулому автор працював зосереджено, без сну і до повного виснаження. Тепер він отримує вигоду від цієї роботи у вигляді слави та грошей.
Мартіна Ідена запрошують на світські раути соціально значущих громадян як почесного гостя, але він не може подолати усвідомлення того, що це ті самі люди, які до його публічно визнаного успіху як письменника уникали його через його незначне походження та соціальне становище. Озираючись на свій час як активного письменника, який працював у справді жалюгідних умовах життя, Мартін Іден вражений нинішнім суспільним визнанням: він відчуває, що є ідентичною людиною.
Мартін також відчуває це відчуття під час вечірнього візиту Рут до його готелю. Коли Рут каже, що її мати не буде заперечувати проти шлюбу, Мартін відповідає: «Я не змінився. У мене все ще немає роботи, і я не збираюся її шукати в майбутньому. І я все ще вважаю, що Герберт Спенсер — велика і благородна людина, а суддя Блаунт — абсолютний осел». Любов Мартіна до Рут згасла — і наприкінці розмови він каже: «Занадто пізно. Я хворий — ні, не тілом. Це моя душа, мій мозок. Здається, я втратив усі цінності».

## Автобіографічність
Після публікації «Мартіна Ідена» почалася дискусія про те, чи не написав Джек Лондон цим твором радше автобіографічний роман. Насправді, між романом і біографією Джека Лондона можна описати певну схожість:
- Лондон повернувся до міста Окленд у грудні 1894 року після років, проведених у ролі фабричного робітника, грабіжника устриць, моряка та волоцюги, де він жив у будинку своєї матері. Окленд також став центром життя Мартіна Ідена.
- Іден і Лондон — обидва працювали моряками — були пристрасними автодидактами, які, зокрема, керувалися філософією Герберта Спенсера, що застосовував теорію еволюції до суспільного розвитку. І герой, і автор послідовно вирішили стати письменниками після закінчення морської кар'єри, щоб заробити грошей і знайти суспільне визнання.
- Авторка змоделювала головну героїню Рут Морз на основі двадцятиоднорічної студентки Мейбл Епплґарт (1874—1915). Старша сестра Теда Епплгарта познайомилася з дев'ятнадцятирічним студентом Джеком Лондоном у 1895 році, і він одразу ж закохався у біляву дівчину. Від родини Епплгарт автор перейняв типові характеристики, які використав для опису сім'ї Морз: вони були інтелігентними та культурними, в їхньому домі були картини та книги. Рут стала моделлю для екстравагантної студентки.
- Зразком для автора для яскравого персонажа Рас Бріссенден був поет-лірик Джордж Стерлінг (1869—1926), з яким Джек Лондон познайомився того ж року, і з яким він був близьким другом до самої смерті 22 листопада 1916 року.
- Мартін Іден зображений у сутичках з соціалістами, що відповідає біографії Лондона: Він вступив до Соціалістичної партії Америки у 1901 році, з якої вийшов у 1916 році. Соціалісти навіть сприйняли роман як заперечення їхньої політики. Лондон захищався від цієї критики, стверджуючи, що провал Ідена радше виник через його неприйняття соціалістичних ідей і пріоритет необмеженого індивідуалізму. Біографія Лондона в романі не є відображенням цього.

У своїй монографії Томас Айк доходить висновку, що головний герой, Мартін Іден, значною мірою автобіографічний персонаж Джека Лондона. Боротьба Ідена за вихід у світ літератури та його відданість письменницькій професії, на думку Айка, є найкращими місцями книги.

## Екранізації
- 1914: «Мартін Іден», Хобарт Босворт. США.
- 1918: «Не для грошей народжені» (рос. Не для денег рождены). СРСР.
- 1942: «Пригоди Мартіна Ідена[en]» (англ. The Adventures of Martin Eden). США.
- 2019: «Мартін Іден», П'єтро Марчелло. Італія

## Видання
- Джек Лондон. Мартін Іден /// Твори: у 2-х томах. Т. 1.; пер. з анг. Марії Рябової — Київ: Дніпро, 1986.
- Джек Лондон. Мартін Іден: роман; пер. з англ. Дмитра Лисиченка — Київ: Знання, 2017.
- Джек Лондон. Мартін Іден; пер. з англ. Марії Рябової — Харків: Фоліо, 2019.
- Джек Лондон. Мартін Іден; пер. з англ. Марії Рябової — Київ: Андронум, 2022.